# Cœur de loup-garou
Cœur de loup-garou est le 6e épisode de la saison 4 de la série télévisée Buffy contre les vampires.

## Synopsis
Alors que Spike observe Buffy, il est capturé par des hommes en tenue paramilitaire. Tandis que la pleine lune approche, Oz commence à ressentir une forte attirance vis-à-vis de Veruca, qu'il rencontre de plus en plus fréquemment, à la grande inquiétude de Willow. La nuit venue, Oz parvient à s'échapper de sa cage et prend en chasse le professeur Walsh avant de croiser le chemin d'un autre loup-garou et de se battre avec lui. Au matin, Oz se réveille aux côtés de Veruca et tous deux sont couverts de griffures. Oz enferme Veruca avec lui la nuit suivante afin qu'ils ne puissent faire de mal à personne. Quand Willow vient le libérer au matin, elle les trouve nus tous les deux et, bouleversée, comprend qu'ils ont fait l'amour. 
Le troisième soir de pleine lune, alors que Willow est en train de préparer un sortilège pour se venger, Veruca va la trouver dans l'intention de la tuer. Oz intervient à temps pour sauver Willow. Oz et Veruca se battent sous leurs formes de loup-garous et Oz finit par tuer Veruca. Alors qu'il se retourne contre Willow, Buffy, qui a été retardée par un bref combat avec des hommes en tenue paramilitaire, arrive et l'endort avec un fusil tranquillisant. Le lendemain, Oz annonce à Willow son intention de quitter Sunnydale et de ne pas revenir tant qu'il n'aura pas trouvé comment maîtriser sa nature de loup-garou.

## Production
À l'origine, Joss Whedon avait prévu que le triangle amoureux constitué par Oz, Willow et Veruca interagirait pendant une grande partie de la saison 4 mais la décision prise par Seth Green de quitter la série pour se consacrer au cinéma l'a obligé à revoir ses plans et à mettre un terme à la relation amoureuse entre Willow et Oz à l'occasion de cet épisode. Marti Noxon, la scénariste de l'épisode, explique qu'elle aurait également aimé le réaliser car elle s'est particulièrement investi dans son écriture en raison des thèmes qu'il aborde.